# Segona divisió espanyola de futbol 1943-1944
Resum de l'activitat de la temporada 1943-1944 de la Segona divisió espanyola de futbol.

## Clubs participants
| Club                         | Ciutat               | Estadi                 |
| ---------------------------- | -------------------- | ---------------------- |
| CE Alcoià                    | Alcoi                | El Collao              |
| Arenas Club                  | Getxo                | Ibaiondo               |
| Club Barakaldo               | Barakaldo            | Lasesarre              |
| Real Betis Balompié          | Sevilla              | Heliópolis             |
| SD Ceuta                     | Ceuta                | Campo de Deporte       |
| CE Constància                | Inca                 | Camp d'Es Cos          |
| Cultural y Deportiva Leonesa | Lleó                 | La Corredera           |
| Real Gijón                   | Gijón                | El Molinón             |
| Hèrcules CF                  | Alacant              | La Viña                |
| Jerez FC                     | Jerez de la Frontera | Domecq                 |
| Reial Múrcia                 | Múrcia               | Estadi de La Condomina |
| CA Osasuna                   | Pamplona             | San Juan               |
| Real Valladolid Deportivo    | Valladolid           | José Zorrilla          |
| Zaragoza FC                  | Saragossa            | Torrero                |

## Classificació
| Pos | Equip                | PJ | PG | PE | PP | GF | GC | DG  | Pts | Promoció, classificació o descens |
| --- | -------------------- | -- | -- | -- | -- | -- | -- | --- | --- | --------------------------------- |
| 1   | Real Gijón (C, P)    | 26 | 16 | 5  | 5  | 50 | 19 | +31 | 37  | Ascens a Primera Divisió          |
| 2   | Reial Múrcia (P)     | 26 | 15 | 2  | 9  | 62 | 40 | +22 | 32  | Ascens a Primera Divisió          |
| 3   | Constància           | 26 | 15 | 1  | 10 | 49 | 37 | +12 | 31  | Promoció d'ascens                 |
| 4   | CE Alcoià            | 26 | 12 | 6  | 8  | 44 | 34 | +10 | 30  | Promoció d'ascens                 |
| 5   | Jerez                | 26 | 14 | 2  | 10 | 50 | 41 | +9  | 30  |                                   |
| 6   | Reial Saragossa      | 26 | 12 | 5  | 9  | 56 | 40 | +16 | 29  |                                   |
| 7   | Reial Betis          | 26 | 11 | 7  | 8  | 50 | 44 | +6  | 29  |                                   |
| 8   | Ceuta                | 26 | 10 | 5  | 11 | 47 | 45 | +2  | 25  |                                   |
| 9   | Cultural Leonesa     | 26 | 11 | 3  | 12 | 42 | 45 | −3  | 25  |                                   |
| 10  | Hèrcules CF          | 26 | 9  | 4  | 13 | 38 | 45 | −7  | 22  |                                   |
| 11  | Barakaldo CF (O)     | 26 | 8  | 3  | 15 | 34 | 61 | −27 | 19  | Promoció de descens               |
| 12  | Arenas (R)           | 26 | 7  | 5  | 14 | 39 | 60 | −21 | 19  | Promoció de descens               |
| 13  | Reial Valladolid (R) | 26 | 6  | 6  | 14 | 29 | 53 | −24 | 18  | Descens a Tercera Divisió         |
| 14  | CA Osasuna (R)       | 26 | 7  | 4  | 15 | 34 | 60 | −26 | 18  | Descens a Tercera Divisió         |

## Resultats
| Casa \ Fora      | ALC | ARE | BAR | CEU | CON | LEO | HER | MUR | OSA | BET | SPO | VLL | XER | ZAR |
| ---------------- | --- | --- | --- | --- | --- | --- | --- | --- | --- | --- | --- | --- | --- | --- |
| CE Alcoià        | —   | 2–1 | 6–1 | 1–0 | 2–1 | 3–0 | 1–1 | 3–2 | 3–1 | 0–0 | 0–3 | 2–0 | 1–0 | 6–1 |
| Arenas           | 1–0 | —   | 3–1 | 1–1 | 4–1 | 3–4 | 4–0 | 0–1 | 3–0 | 1–3 | 1–1 | 0–0 | 2–0 | 2–1 |
| Barakaldo CF     | 2–0 | 4–1 | —   | 1–1 | 2–1 | 1–0 | 3–0 | 1–0 | 4–1 | 1–1 | 0–3 | 3–1 | 1–2 | 0–3 |
| Ceuta            | 0–2 | 5–0 | 2–1 | —   | 2–3 | 2–1 | 2–1 | 5–1 | 5–1 | 2–1 | 1–1 | 2–0 | 1–2 | 3–2 |
| Constància       | 1–0 | 7–0 | 5–1 | 0–1 | —   | 1–0 | 3–1 | 1–0 | 3–1 | 4–1 | 1–0 | 3–1 | 2–0 | 3–1 |
| Cultural Leonesa | 1–1 | 4–3 | 3–0 | 3–2 | 1–3 | —   | 2–1 | 0–1 | 4–1 | 4–0 | 1–0 | 2–2 | 3–0 | 2–1 |
| Hèrcules CF      | 0–1 | 1–1 | 2–1 | 1–1 | 0–1 | 3–2 | —   | 2–0 | 4–0 | 2–0 | 0–2 | 2–2 | 3–1 | 1–2 |
| Reial Múrcia     | 2–2 | 5–1 | 7–1 | 2–0 | 4–1 | 3–1 | 3–2 | —   | 4–0 | 4–4 | 4–2 | 1–0 | 4–1 | 4–1 |
| CA Osasuna       | 3–1 | 2–2 | 3–0 | 5–1 | 1–1 | 3–0 | 1–2 | 1–3 | —   | 4–0 | 1–1 | 2–1 | 1–0 | 1–1 |
| Reial Betis      | 3–3 | 3–2 | 4–1 | 1–1 | 4–1 | 2–1 | 3–1 | 3–1 | 5–0 | —   | 1–0 | 6–1 | 1–1 | 1–0 |
| Real Gijón       | 3–1 | 5–0 | 2–0 | 1–0 | 2–1 | 3–0 | 1–3 | 1–0 | 3–0 | 1–0 | —   | 5–1 | 3–1 | 1–0 |
| Reial Valladolid | 1–1 | 3–2 | 4–1 | 2–1 | 1–0 | 0–1 | 1–2 | 1–4 | 2–1 | 1–1 | 1–5 | —   | 1–0 | 1–1 |
| Jerez            | 2–1 | 4–0 | 4–1 | 5–3 | 2–0 | 5–1 | 4–2 | 3–1 | 3–0 | 4–1 | 1–1 | 3–0 | —   | 1–0 |
| Reial Saragossa  | 4–1 | 2–1 | 2–2 | 6–3 | 5–1 | 1–1 | 3–1 | 3–1 | 4–0 | 3–1 | 0–0 | 2–1 | 7–1 | —   |

| Golejador       | Gols | Equip            |
| --------------- | ---- | ---------------- |
| Juan Araujo     | 21   | Jerez            |
| Roldán          | 18   | Reial Betis      |
| Manuel Abad     | 15   | Ceuta            |
| Tavilo          | 15   | Cultural Leonesa |
| Perfecto Gastón | 12   | CA Osasuna       |

| Porter         | Gols | Partits | Mitjana | Equip       |
| -------------- | ---- | ------- | ------- | ----------- |
| Andrés Lerín   | 19   | 26      | 0.73    | Real Gijón  |
| Emilio Payá    | 12   | 10      | 1.2     | CE Alcoià   |
| Paquillo       | 16   | 13      | 1.23    | Reial Betis |
| Joaquín Comas  | 24   | 19      | 1.26    | Ceuta       |
| Andreu Company | 31   | 23      | 1.35    | Constància  |

## Promoció d'ascens
| 16 d'abril de 1944 | Deportivo de La Coruña            | 4-0     | Constància | Madrid                             |  |
|                    | Paquirri 19', 55' · Viso 46', 53' | Informe |            | Chamartín · Iturralde Gorostiaga · |  |

| 16 d'abril de 1944 | RCD Espanyol                                                                        | 7-1     | CE Alcoià      | Barcelona              |  |
|                    | Jorge 3', 33', 67' · Viela 23' · Sáenz 57' (p.p.) · Teruel 61' (pen.) · Mendoza 80' | Informe | Carbonilla 18' | Les Corts · Escartín · |  |

## Promoció de descens
| 19 d'abril de 1944 | Barakaldo CF                | 3-2     | Llevant UE              | Madrid                   |  |
|                    | Calvo 12', 24' · Gárate 65' | Informe | Escrivá 55' · Luján 57' | Metropolitano · Melcón · |  |

| 23 d'abril de 1944 | Racing Ferrol | 1-0     | Arenas | Madrid                     |  |
|                    | Herodes 40'   | Informe |        | Metropolitano · Escartín · |  |

## Resultats finals
- Campió: Real Gijón CF.
- Ascens a Primera divisió: Real Gijón CF, Real Murcia CF.
- Descens a Segona divisió: RC Celta de Vigo, Reial Societat.
- Ascens a Segona divisió: CD Mallorca, Real Santander SD, Club Ferrol.
- Descens a Tercera divisió: Arenas Club, Atlético Osasuna, Reial Valladolid.